# 吴拉姆·伊沙克·汗

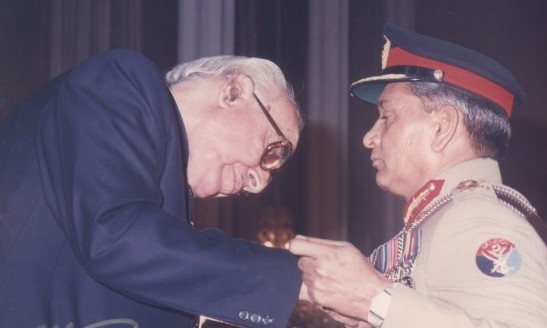
吴拉姆·伊沙克·汗（左一）為沙米姆·阿拉姆·汗將軍頒授勳章。

吴拉姆·伊沙克·汗（英語： Ghulam Ishaq Khan，GIK；1915年1月20日—2006年10月27日），巴基斯坦政治家，曾任巴基斯坦总统（1988－1993）。
1988年8月17日，在齐亚·哈克总统突然死于空难后，他以参议长身份接任巴基斯坦代总统，同年12月13日出任巴基斯坦总统。
1990年9月，他访问中国大陆，并穿著民族服裝出席於9月22日下午在北京举行的第11届亚运会开幕式，高举手臂向巴基斯坦运动员致意。
1993年7月18日，他宣布辞职。
2006年10月27日，他因患肺结核病逝于白沙瓦市，终年91岁，被安葬於白沙瓦的Pawaka Graveyard University Town。